# Borja Iglesias
Borja Iglesias Quintás (* 17. Januar 1993 in Santiago de Compostela) ist ein spanischer Fußballspieler, der bei Celta Vigo unter Vertrag steht. Er wird von Fans Betis Sevillas auch Panda genannt.

## Karriere
Borja Iglesias wechselte 2011 in die Jugend des FC Villarreal, nachdem er zuvor beim FC Valencia und FC La Roda gespielt hatte. Seine Profikarriere begann im Juli 2012 beim FC Villarreal C. In der Tercera División erzielte er in 29 Einsätzen 11 Tore. Am 9. Juli 2013 unterschrieb er beim Erstligisten Celta Vigo einen Zweijahresvertrag. In seiner Zeit in Vigo spielte Iglesias hauptsächlich für die Reservemannschaft. Sein Debüt für die Profis bestritt er am 3. Januar 2015, als er bei der 0:1-Niederlage gegen den FC Sevilla in der Schlussphase für Santi Mina eingewechselt wurde. Am 11. Dezember 2016 erzielte Iglesias sein 53. Tor für Celta Vigo B und wurde dadurch zum alleinigen Rekordtorschützen bei der Reservemannschaft. In dieser Saison 2016/17 wurde er mit 32 Treffern in 37 Ligaspielen Torschützenkönig in der drittklassigen Segunda División B.
Am 6. Juli 2017 wurde Borja Iglesias für die gesamte Saison 2017/18 an den Zweitligisten Real Saragossa ausgeliehen. Für die Blanquillos debütierte er am 18. August 2018, dem ersten Spieltag der Saison, gegen CD Teneriffa. Bereits am nächsten Spieltag, beim 1:1-Unentschieden gegen den FC Granada, erzielte er sein erstes Tor. Am vorletzten Spieltag schoss Iglesias seinen ersten Dreierpack im Trikot Saragossas gegen Real Valladolid. In 39 Einsätzen konnte er für Saragossa 22 Tore erzielen. In 144 Ligaspielen für die Reserve erzielte Borja Iglesias 73 Tore. Für die Profimannschaft Celta Vigos kam Iglesias in fünf Spielzeiten nur zu einem einzigen Ligaeinsatz.
Am 9. Juli 2018 wurde er vom Erstligisten Espanyol Barcelona, als Ersatz für den zum FC Villarreal abgewanderten Gerard Moreno, verpflichtet. Die Katalanen überwiesen für den Stürmer eine Ablösesumme in Höhe von 10 Millionen Euro nach Vigo. Sein Debüt bestritt er am 18. August, als er beim 1:1-Unentschieden gegen seinen Ex-Verein Celta Vigo in der Startformation stand. In seinem nächsten Einsatz konnte er bereits seinen ersten Treffer für Espanyol erzielen. Beim 2:0-Heimsieg über den FC Valencia profitierte er in der 68. Minute von einem Fehler des Abwehrspielers Cristiano Piccini. In seiner ersten Saison 2018/19 in der ersten spanischen Spielklasse schaffte er es Moreno vollständig zu ersetzen und wurde zum unumstrittenen Stammspieler im Angriffszentrum. Er verpasste wettbewerbsübergreifend nur ein einziges der 44 Saisonspiele Espanyols aufgrund einer Gelbsperre. Im Endspurt der Saison trug er mit zwei Doppelpacks bei den Siegen gegen Atlético Madrid und den CD Leganés dazu bei, dass sein Verein noch den siebten Tabellenplatz erreichte. Dieser garantiert den Katalanen die Teilnahme an der Qualifikation zur UEFA Europa League 2019/20.
Am 14. August 2019 wechselte Borja Iglesias für eine Ablösesumme in Höhe von 28 Millionen Euro zum Ligakonkurrenten Betis Sevilla, wo er einen Fünfjahresvertrag unterzeichnete. Damit folgte er seinem Trainer Rubi, welcher sich den Verdiblancos bereits im Juni anschloss. Sein erstes Tor gelang ihm am 24. September 2019 (6. Spieltag) beim 3:1-Heimsieg gegen die UD Levante. Mit Betis erlebte er einen schwachen Start in die Saison 2019/20.  Auch Iglesias selbst blieb hinter den hohen Erwartungen zurück und fand sich hinter der starken Konkurrenz häufig nur als Einwechselspieler wieder. Auch nach der Entlassung Rubís lief es für ihn und Betis nicht besser und er beendete die Spielzeit mit nur drei Treffern in 35 Ligaeinsätzen, während sich die Verdiblancos im hinteren Mittelfeld der Tabelle platzierten. In der kommenden Spielzeit absolvierte er zwar weniger, nur 28, Spiele, erzielte in diesen allerdings elf Tore. Auch für den Verein lief die Saison deutlich besser, sie schlossen die Saison auf dem sechsten Platz ab.
Ende Januar 2024 lieh der deutsche Bundesligist Bayer 04 Leverkusen Iglesias bis zum Ende der laufenden Saison aus. Mit Leverkusen zog er ins Finale der Europa-League ein und wurde ungeschlagen Deutscher Meister und Pokalsieger.
Zur Saison 2024/25 folgte eine Leihe zu seinem früheren Arbeitgeber Celta Vigo. Im Anschluss an die Leihe unterschrieb Iglesias im August 2025 in Vigo einen Zweijahresvertrag.

## Erfolge
Bayer Leverkusen
- Deutscher Meister: 2024
- Deutscher Pokalsieger: 2024

Real Betis Sevilla
- Spanischer Pokalsieger: 2022
  - Torschützenkönig mit 5 Toren
- Spieler des Monats der Primera División: August 2022

Spanien
- UEFA-Nations-League-Sieger: 2023